# Abattoir 5 ou la Croisade des enfants
Pour les articles homonymes, voir Abattoir 5 et Croisade des enfants (homonymie).
Abattoir 5 ou la Croisade des enfants (titre original : Slaughterhouse Five or the Children's Crusade) est un roman de science-fiction de l'écrivain américain Kurt Vonnegut, Jr., paru en 1969. 
Il figure à la 18e place dans la liste des cent meilleurs romans de langue anglaise du XXe siècle établie par la Modern Library en 1998.
Il fait l'objet d'une adaptation cinématographique, Abattoir 5, réalisée par George Roy Hill en 1972.

## Résumé
« Ce n'est qu'une illusion terrestre de croire que les minutes s'égrènent comme les grains d'un chapelet et qu'une fois disparues elles le sont pour de bon. »
Billy Pilgrim mène plusieurs existences à la fois. Il fait des sauts dans le temps et l'espace : il est tantôt un vieil opticien américain, tantôt un tout jeune vétéran qui revit sa lune de miel ou bien encore un humain que les Tralfamadoriens ont enlevé pour l'exhiber dans un zoo sur leur planète. Et surtout, Billy est ce soldat américain prisonnier à Dresde dans un ancien abattoir lors du bombardement et de la destruction totale de la ville en 1945.

## Éditions françaises
Abattoir 5, traduit de l'américain par Lucienne Lotringer, a connu différentes éditions françaises :
- Seuil, 1971 ;
- J'ai lu, Coll. « Science-fiction », no 470, 1973 ;
- Seuil, Coll. « Points-romans », no 508, 1992  (ISBN 978-2-02-014694-4) ;
- Seuil, Coll. « Points-romans », no 508, 1993  (ISBN 978-2-02-014694-4) ;
- Seuil, Coll. « Points », no 1243, 2004  (ISBN 978-2-02-040810-3) ;
- Seuil, Coll. « Points », no 1243, 2009  (ISBN 978-2-02-040810-3).

## Chef-d'œuvre de la science-fiction
Ce roman a été classé parmi les chefs-d'œuvre de la science-fiction dans plusieurs ouvrages :
- Lorris Murail, Les Maîtres de la science-fiction, Bordas, coll. « Compacts », 1993 ;
- Stan Barets, Le Science-fictionnaire, Denoël, coll. Présence du futur, 1994 ;
- Rafael Colson et André-François Ruaud. Science-fiction une littérature du réel. Paris : Klinsieck, 2006, 190 p.

## Critiques spécialisées
Dans son Histoire de la science-fiction moderne, parue en 1984, Jacques Sadoul déclare à propos de ce roman : « Kurt Vonnegut Jr a astucieusement mêlé la S-F et ses souvenirs de la Seconde Guerre mondiale pour écrire un roman très violemment antimilitariste et qui nous fait ressentir physiquement l'inutilité et l'horreur de la guerre. Une très belle œuvre. »

## Censure et controverse
Au motif qu'il était jugé irrévérencieux et obscène, cet ouvrage a de nombreuses fois failli être censuré, et ce fut un des livres les plus controversés aux États-Unis dans les années 1990-2000 (alors qu'il a été publié en 1969). L'affaire a été portée jusqu'à la Cour suprême en 1982 (procès Island Trees School District v. Pico (en)), qui a statué que le fait de retirer le livre des rayonnages d'une bibliothèque d'école publique n'était pas conforme au Premier amendement de la Constitution, c'est-à-dire que les dirigeants de l'école ne pouvaient le retirer uniquement parce qu'ils n'adhéraient pas aux idées exprimées dans le livre. Encore en 2011, une école du Missouri l'a interdit de sa bibliothèque.